# Bisanti e torte
In araldica i bisanti e le torte costituiscono una famiglia ricca di definizioni per la semplice rappresentazione molto stilizzata di un disco di piccolo formato.
Classificato "figura naturale" da alcuni, "figura geometrica" da altri, il bisante sembra trarre la sua origine dal nome di una moneta di Bisanzio, mentre la torta è più enigmatica (certi autori - tra cui Michel de Crayencour - vedono in lei una fetta di un tronco d'albero).
Se il disco è di metallo, si tratta di un  bisante, se è di smalto è una torta.
- Il bisante, se d'oro, non si blasona (fig. 1 d'azzurro a un bisante)
- se è d'argento, occorre blasonarlo  bisante d'argento (in Francia si utilizza un termine apposito platte (fig. 2  di rosso ad un bisante d'argento in capo)

Le torte, essendo più ricche di colori, hanno generato (almeno in Francia) una nomenclatura altrettanto ricca anche se poco impiegata:
- la torta di rosso è detta anche: guse (fig. 3 d'oro a tre torte di rosso. La posizione 2 e 1 è la posizione di default e come tale non si blasona)
- la torta d'azzurro è detta anche: heurte (fig. 4 d'argento a tre torte d'azzurro ordinate in banda)
- la torta di nero è detta anche: ogoesse (fig. 5 d'oro alla croce d'azzurro accantonata da quattro torte di nero)
- la torta di verde è detta anche: somme, volet o pomme (fig. 6 d'argento a due torte di verde ordinate in palo)
- la torta di porpora è detta anche: gulpe (fig. 7 d'oro a tre torte di porpora male ordinate - contrario di "ben ordinate": 2 e 1)

Varianti frequenti sono ottenute con un partito (divise in due verticalmente):
- se si tratta di metallo-smalto è un bisante-torta (che può caricare solo uno smalto: fig. 8 di nero ad un bisante-torta d'oro e di verde posta nel punto d'onore)
- se si tratta di smalto-metallo è una torta-bisante (che può caricare solo un metallo: fig. 9 d'oro ad una torta-bisante d'azzurro e d'argento)

Per avere la possibilità di caricare sia su metallo che su smalto, nell'araldica francese è stato ideato l'occhio di falco, definito come bisante d'argento circondata da un anello di nero; la stessa figura può anche essere definita come una ogoesse (torta di nero) a sua volta "caricata da un grosso punto d'argento" (confermando quindi la possibilità teorica di caricare sia un metallo in quanto ogoesse, sia uno smalto in quanto bisante…) (fig. 10: trinciato d'oro e di verde, ad un occhio di falco attraversante sul tutto).
Nell'araldica inglese, una torta è chiamata roundel, ma nomi simili sono anche impiegati per ogni smalto e metallo (in inglese nella parte alta della tabella):
| bezant bisante | plate bisante d'argento | hurt heurte | torteau guse | pellet, ogress ogoesse | pomme | golpe gulpe |